# Lähte
Lähte – miasto (alevik) w Estonii, w prowincji Tartu, w gminie Tartu. W 2011 r. zamieszkane przez 492 osoby.
Znajduje się tu gimnazjum „Lähte Ühisgümnaasium”. oraz cmentarz „Lähte kalmistu”